# どうして君を好きになってしまったんだろう?
「どうして君を好きになってしまったんだろう?」（どうしてきみをすきになってしまったんだろう?）は、東方神起の楽曲である。2008年7月16日にrhythm zoneより日本での23枚目のシングルとして発売された。

## 解説
前作『Beautiful you / 千年恋歌』から約3か月ぶりのリリース。当初7月23日を発売予定としていたが、1週間早い7月16日に変更された。
[CD]、[CD+DVD]の2形態でリリース。このほかファンクラブ限定で販売された「Bigeast盤」も存在する（詳細は後述を参照）。
発売初週で6.8万枚の売上を記録し、7月28日付のオリコン週間シングルランキングで、グループ3作目の首位獲得を果たした。これにより、欧陽菲菲が持っていた国外のアーティストによる首位獲得最多数記録（2作）を抜き、歴代1位となった。
『ベストヒット歌謡祭2008』でゴールドアーティスト賞、第50回日本レコード大賞を優秀作品賞を受賞した。また、本作で2008年12月31日の『第59回NHK紅白歌合戦』に初出場した。これを記念し、本作と前作『Beautiful you/千年恋歌』の2作品をコンパイルしたボックス・セット『どうして君を好きになってしまったんだろう?/Beautiful you/千年恋歌』が12月31日に発売された。
日本レコード協会から2008年にCDがゴールド認定、発売から9か月経過した2009年4月度の音楽配信・着うたフルにおいてゴールド認定された。2014年1月にはシングルトラックでダブル・プラチナ認定を受けている。

## 発売形態
CD
- 品番：RZCD - 45939
- ジャケットサイズカード封入（6種から1枚ランダムで封入）豪華12Pブックレット封入

CD+DVD
- 品番：RZCD - 45938/B
- DVDに表題曲のVideo Clipを収録。
- 初回限定特典: 「オフショットムービー」（DVDに収録）

- ジャケットサイズカード（6種のうち1種を無作為に封入）

Bigeast限定
- 規格品番 : RZC1-45940
- ピクチャーレーベル仕様、メンバー直筆メッセージ印刷歌詞カード封入
- 東方神起の日本公式ファンクラブ「Bigeast」会員のみに完全予約受付販売
- 収録内容は[CD+DVD]仕様のCDと同じである

## 収録曲

### CD
| #         | タイトル                                                    | 作詞      | 作曲                                                                          | 編曲                                | 時間  |
| --------- | ----------------------------------------------------------- | --------- | ----------------------------------------------------------------------------- | ----------------------------------- | ----- |
| 1.        | 「どうして君を好きになってしまったんだろう?」               | Lambsey   | Fredrik"Fredro"Odesjo Sylvia Bennett-Smith Mats Berntoft                      | Fredrik"Fredro"Odesjo Mats Berntoft | 3:20  |
| 2.        | 「Box in the ship」                                         | H.U.B.    | Philippe-Marc, Anquetil Iain James Farquharson Marcus Killian Yacine Azeggagh | AILI                                | 4:12  |
| 3.        | 「どうして君を好きになってしまったんだろう?」(アカペラver.) | Lambsey   | Fredrik"Fredro"Odesjo Sylvia Bennett-Smith Mats Berntoft                      | Shinichiro Murakami                 | 3:17  |
| 4.        | 「どうして君を好きになってしまったんだろう?」(Less Vocal)   |           |                                                                               |                                     | 3:19  |
| 5.        | 「Box in the ship」(Less Vocal)                             |           |                                                                               |                                     | 4:08  |
| 合計時間: | 合計時間:                                                   | 合計時間: | 合計時間:                                                                     | 合計時間:                           | 18:16 |

### CD+DVD
| #         | タイトル                                                  | 作詞      | 作曲                                                                         | 編曲                                | 時間  |
| --------- | --------------------------------------------------------- | --------- | ---------------------------------------------------------------------------- | ----------------------------------- | ----- |
| 1.        | 「どうして君を好きになってしまったんだろう?」             | Lambsey   | Fredrik“Fredro”Odesjo Sylvia Bennett-Smith Mats Berntoft                     | Fredrik“Fredro”Odesjo Mats Berntoft | 3:20  |
| 2.        | 「Box in the ship」                                       | H.U.B.    | Philippe-Marc, Anquetil Iain James Farqharson Marcus Killian Yacine Azeggagh | AILI                                | 4:12  |
| 3.        | 「どうして君を好きになってしまったんだろう?」(Less Vocal) |           |                                                                              |                                     | 3:19  |
| 4.        | 「Box in the ship」(Less Vocal)                           |           |                                                                              |                                     | 4:08  |
| 合計時間: | 合計時間:                                                 | 合計時間: | 合計時間:                                                                    | 合計時間:                           | 14:59 |

| #  | タイトル                                                   | 作詞 | 作曲・編曲 | 監督            |
| -- | ---------------------------------------------------------- | ---- | ---------- | --------------- |
| 1. | 「どうして君を好きになってしまったんだろう?」(Music Video) |      |            | 須永秀明        |
| 2. | 「Off Shot Movie」(初回限定盤のみ)                         |      |            | Masanori Yamada |

### Bigeast盤
| #         | タイトル                                                  | 作詞      | 作曲                                                                         | 編曲                                | 時間  |
| --------- | --------------------------------------------------------- | --------- | ---------------------------------------------------------------------------- | ----------------------------------- | ----- |
| 1.        | 「どうして君を好きになってしまったんだろう?」             | Lambsey   | Fredrik“Fredro”Odesjo Sylvia Bennett-Smith Mats Berntoft                     | Fredrik“Fredro”Odesjo Mats Berntoft | 3:20  |
| 2.        | 「Box in the ship」                                       | H.U.B.    | Philippe-Marc, Anquetil Iain James Farqharson Marcus Killian Yacine Azeggagh | AILI                                | 4:12  |
| 3.        | 「どうして君を好きになってしまったんだろう?」(Less Vocal) |           |                                                                              |                                     | 3:19  |
| 4.        | 「Box in the ship」(Less Vocal)                           |           |                                                                              |                                     | 4:08  |
| 合計時間: | 合計時間:                                                 | 合計時間: | 合計時間:                                                                    | 合計時間:                           | 14:59 |

## 曲の解説
1. どうして君を好きになってしまったんだろう?
歌詞は恋人に対して自分の想いを伝えることができなかった男性目線となっており、ミュージック・ビデオも歌詞を踏襲したドラマ仕立てとなっている[14]。ミュージック・ビデオには藤井美菜[15]と村上剛基が出演[16]。
次作『呪文-MIROTIC-』に「どうして君を好きになってしまったんだろう? - THE LEVEL remix -」、次々作『Bolero／Kiss The Baby Sky／忘れないで』に「どうして君を好きになってしまったんだろう? - Royal Mirrorball Mix -」というリミックスバージョンが収録されたほか、2017年に発売されたベスト・アルバム『FINE COLLECTION 〜Begin Again〜』にユンホとチャンミンの2人で歌い直された音源が収録された[17]。
2. Box in the ship
ユニバーサル・スタジオ・ジャパン『ハリウッド・ドリーム・ザ・ライド』テーマソング
「観客と共に手を触れる楽曲を制作しよう」というアイデアから完成した楽曲[18]。
3. どうして君を好きになってしまったんだろう? (アカペラver)
表題曲のア・カペラバージョン。

## 収録アルバム
どうして君を好きになってしまったんだろう?
- The Secret Code
- BEST SELECTION 2010
- TVXQ non-stop mix Vol.2
- COMPLETE -SINGLE A-SIDE COLLECTION-
- FINE COLLECTION 〜Begin Again〜（Re-recording version）

Box in the ship
- The Secret Code（2CD+DVD仕様）
- TVXQ non-stop mix Vol.2
- SINGLE B-SIDE COLLECTION

どうして君を好きになってしまったんだろう? (ア・カペラver.)
- The Secret Code（CD仕様）

## カバー
発売された翌年、作詞を手がけたラムジがセルフカバーし、配信限定で発売。同年にスティーヴィー・ホアンが「Make It To The End〜どうして君を好きになってしまったんだろう?〜」というタイトルで英語詞カバーした。
2010年にyu-yuがアルバム『Always』でカバーした。